# Strepsirrhini
Los estrepsirrinos (Strepsirrhini) son un suborden de primates que incluye a los primates lemuriformes, es decir: los lémures de Madagascar, los gálagos y potos de África así como los loris de India y el sudeste asiático. Colectivamente se los denomina estrepsirrinos (del griego, "nariz torcida": στρέψις gr. 'torcimiento' + rhīn(o)- ῥί-ς/-νός gr. 'nariz).También forman parte de este suborden los primates adapiformes, un grupo ya extinto que durante el Eoceno prosperó en Europa, Norteamérica y Asia, pero que desapareció de la mayor parte del hemisferio norte cuando el clima se hizo más frío. De los adapiformes se dice a veces que son como lémures, aunque la comparación no se sostiene porque tanto los lémures como los adapiformes presentan gran diversidad.
La principal característica de los estrepsirrinos es su rinario (punta del hocico) húmedo, lo que en lenguaje común llamamos nariz húmeda, parecida a la que tienen perros y gatos. Su cerebro es más pequeño que el de los simios de tamaño comparable. Tienen un gran bulbo olfatorio, un órgano vomeronasal para la detección de feromonas y un útero bicorne con placenta epitelocorial. Sus ojos llevan una capa reflectante que mejora la visión nocturna, y tienen un anillo de hueso alrededor del ojo, aunque por otra parte carecen de pared de hueso en la parte posterior. Los primates estrepsirrinos son capaces de producir vitamina C, mientras que los haplorrinos deben obtenerla de su dieta. Los lemuriformes se caracterizan por un peine dental, formado por unos dientes especializados en la parte inferior de la mandíbula, que sirve para peinar el pelaje cuando se acicalan.
Entre los estrepsirrinos que existen en la actualidad hay muchas especies amenazadas debido a la destrucción de su hábitat, la caza para obtener carne y la captura de ejemplares vivos para comerciar con ellos como mascotas. Tanto los extintos como los actuales muestran comportamientos diversos, pero todos son principalmente arbóreos. Se alimentan sobre todo de frutas, hojas e insectos. La mayoría de los lemuriformes actuales son animales nocturnos, mientras que los adapiformes eran mayoritariamente diurnos.

## Etimología
El nombre científico Strepsirrhini deriva del griego στρεψίς (strepsis, curvado hacia dentro) y ῥινός (rhinos, nariz), lo que alude a sus orificios nasales sinuosos (en forma de coma) del rinario o nariz húmeda. La primera persona que usó este nombre  como taxón del rango de suborden, comparable a los Platyrrhini (monos del nuevo mundo) y los Catarrhini (simios del Viejo Mundo), fue el naturalista francés Etienne Geoffroy Saint-Hilaire en 1812. En su descripción, mencionó «les narines terminales et sinueuses».
Cuando el zoólogo británico Reginald Innes Pocock revivió a los estrepsirrinos y definió los haplorrinos en 1918, omitió la segunda  «r» de los nombre científicos («Strepsirhini»y «Haplorhini» en lugar de «Strepsirrhini»y «Haplorrhini»). Sin embargo, no quitó la doble «r»de «Platyrrhini» y «Catarrhini», a los que también había dado nombre E. Geoffroy en 1812. Después de Pocock, muchos investigadores siguieron escribiendo Strepsirrhini con una sola  «r», hasta que los primatólogos Paulina Jenkins y Prue Napier señalaron el error en 1987.

## Historia evolutiva
Son estrepsirrinos los adapiformes, ya extintos, y los primates lemuriformes, dentro de los cuales se incluyen lémures y lorisoides (loris, potos y gálagos). Los estrepsirrinos divergieron de los primates haplorrinos en una época próxima al inicio de la radiación de primates, hace entre 55 y 90 millones de años. Las fechas de divergencia más lejanas son estimaciones basadas en análisis genéticos, y las fechas más próximas se fundamentan en un registro fósil escaso. Es posible que los primates lemurifomes hayan evolucionado, bien a partir de los Cercamoniinae, bien a partir de los Sivaladapidae. En ambos casos se trata de adapiformes que pueden haberse originados en Asia. Antes se pensaba que habían evolucionado de los adápidos, una rama más joven y especializada de adapiformes básicamente europea. Los lémures viajaron en balsas de África a Madagascar hace entre 47 y 54 millones de años, mientras que los loris se escindieron de los gálagos africanos hace aproximadamente 40 millones de años, y posteriormente colonizaron Asia. A los lemuriformes y, en particular, a los lémures de Madagascar a menudo se los presenta, erróneamente, como "fósiles vivientes" o como muestra de primates "basales" o "inferiores". Estos puntos de vista han supuesto, a lo largo de la historia, un obstáculo para comprender la evolución de los mamíferos y  las características de los estrepsirrinos, como lo son su dependencia del olfato, determinados rasgos de su esqueleto y el tamaño de su cerebro, relativamente pequeño. En el caso de los lémures, la selección natural ha hecho que estas poblaciones aisladas de primates se diversifiquen de forma considerable y que ocupen una gran variedad de nichos ecológicos, a pesar de tener cerebros más pequeños y menos complejos que los simios.

## Origen incierto
Lo más probable es que la divergencia entre estrepsirrinos, simios y tarseros se produjera casi inmediatamente después de que aparecieran los primeros primates. Aunque se conocen pocos fósiles de los grupos de primates existentes (lemuriformes, tarseros y simios) que daten del Eoceno inferior o medio, las pruebas que aporta la genética y algunos fósiles hallados recientemente sugieren que pueden haber estado presentes durante el inicio de la radiación adaptativa.
El origen de los primates más antiguos, los que dieron lugar tanto a los simios como a los tarseros, constituye un misterio. No tenemos certeza ni de su lugar de origen ni del grupo del que surgieron. Aunque el registro fósil que da pruebas de su radiación inicial por el hemisferio norte es muy detallado, los fósiles procedentes de los trópicos (con toda probabilidad, la  zona donde comenzaron a desarrollarse los primates) son extremadamente escasos, sobre todo los de la época en que aparecieron los primates y otros clados de mamíferos euterios. 
Ante la escasez de fósiles tropicales detallados, los geneticistas y primatólogos han acudido a análisis genéticos para determinar el grado de parentesco entre las diversas ramas de primates así como el tiempo transcurrido desde que divergieron. Empleando este reloj molecular, las fechas de divergencia que se obtienen para las principales ramas de primates han sugerido que los primates evolucionaron hace más de 80 - 90 millones de años, casi 40 millones de años antes de que aparecieran los primeros ejemplos en el registro fósil.
Entre los primeros primates había especies tanto nocturnas como diurnas, todas ellas arbóreas, con pies y manos especialmente adaptados para moverse por ramas pequeñas. Los Plesiadapiformes del Paleoceno inferior se consideran a veces «primates arcaicos» debido a que su dentadura se parecía a la de los primeros primates y porque además su anatomía estaba adaptada a la vida en los árboles: un ejemplo es el dedo gordo del pie divergente. Aunque estos Plesiadapiformes estaban muy emparentados con los primates, es posible que representen un grupo parafilético del cual pueden haber, o pueden no haber, evolucionado directamente los primates, y algunos géneros quizá hayan estado más estrechamente emparentados con los colugos, de los que se piensa que son más cercanos a los primates.
Los primeros auténticos primates (euprimates) no aparecen en el registro fósil hasta el Eoceno inferior (hace unos 55 millones de años), momento en el cual radiaron por el hemisferio norte durante un breve periodo de rápido calentamiento global conocido como el máximo térmico Paleoceno - Eoceno. Entre estos primeros primates estaban Cantius, Donrussellia, Altanius y Teilhardina en los continentes septentrionales, así como el fósil más cuestionable, a la vez que fragmentario, llamado Altiatlasius, de África en el Paleoceno. Estos primates fósiles súper tempranos a menudo se dividen en dos grupos, adapiformes y omomiiformes. Ambos aparecieron súbitamente en el registro fósil sin formas de transición que pudieran dar pistas de sus antepasados; ambos grupos presentaban gran diversidad y estuvieron muy extendidos durante todo el Eoceno. 
La última rama en desarrollarse fue la de los adapiformes, un grupo variopinto y muy repartido que prosperó en Europa, Norteamérica y Asia durante el Eoceno (desde hace 56 hasta hace 34 millones de años). Desaparecieron de la mayor parte del hemisferio norte cuando disminuyó la temperatura. Los últimos adapiformes se extinguieron al final del Mioceno (hace unos 7 millones de años).

### La evolución de los adapiformes
Los primates adapiformes son estrepsirrinos extintos que tenían muchas características anatómicas en común con los lémures. A veces se dice que los adapiformes son primates parecidos a los lémures, pero unos y otros son tan diversos que esta comparación no tiene mucho sentido.
Al igual que los estrepsirrinos vivientes, los adapiformes eran extremadamente diversos: al principio del siglo XXI ya se conocían al menos 30 géneros y 80 especies del registro fósil. Se diversificaron extendiéndose por toda Laurasia durante el Eoceno, y algunos llegaron a Norteamérica por un istmo. Figuran entre los animales más comunes en los campos de fósiles de esa época. En el norte de África también se han encontrado unas pocas especies raras. Los más basales de los adapiformes incluyen los géneros Cantius de Norteamérica y Europa y Donrussellia de Europa. Este último presenta los rasgos más ancestrales, por lo que a menudo se considera un grupo hermano o grupo terminal de los demás adapiformes.
Los adapiformes se suelen dividir en tres familias, dentro de la superfamilia Adapoides:
- Los adápidos se hallaban, sobre todo, en Europa, aunque los especímenes más antiguos (Adapoides del Eoceno medio en China) indican que con toda probabilidad evolucionaron en Asia y emigraron. Se extinguieron en Europa durante la extinción en masa del Eoceno-Oligoceno.
- Los notárctidos, los que mayor similitud tienen con algunos lémures de Madagascar, proceden de Europa y Norteamérica. A la rama europea a menudo se la llama Cercamoniinae. La rama norteamericana prosperó durante el Eoceno, pero se extinguió antes del Oligoceno.[14] Igual que los adápidos, la rama europea también estaba extinta al final del Eoceno.[15]
- A los sivaladápidos del sur y el este de Asia se los conoce sobre todo del Mioceno, y constituyen los únicos adapiformes que sobrevivieron al límite Eoceno-Oligoceno (hace unos 34 millones de años). Su relación con los demás adapiformes es incierta. Desaparecieron antes del final del Mioceno (hace aproximadamente 7 millones de años).[8]

La relación entre adapiformes y lemuriformes todavía no se ha demostrado de forma concluyente, de ahí que haya dudas sobre si los adapiformes constituyen un grupo parafilético terminal. Tanto los datos de los relojes moleculares como los nuevos hallazgos de fósiles sugieren que la separación de los lemuriformes de los otros primates, así como la subsiguiente división entre lémures y lorisoides son sucesos anteriores a la aparición de los adapiformes en el Eoceno inferior. Tal vez unos nuevos métodos de calibrado resuelvan las discrepancias entre el reloj molecular y el registro fósil, favoreciendo unas fechas de divergencia más recientes. Los fósiles indican que los adapiformes estrepsirrinos  y los  omomíidos haplorrinos habían evolucionado de forma independiente antes del Eoceno inferior, si bien los miembros más basales tienen una dentadura con tantas similitudes como para sugerir que divergieron durante el Paleoceno (hace 66 - 55 millones de años).

### La evolución de los lemuriformes
No hay certidumbre sobre los orígenes de los lemuriformes; son objeto de debate.El paleontólogo estadounidense Philip Gingerich propuso que los primates lemuriformes surgieron de uno de entre varios géneros de adápidos europeos.Se basó para ello en similitudes entre los dientes de la mandíbula inferior de los adápidos y el peine dental de los lemuriformes existentes. Sin embargo, este punto de vista no tiene suficientes apoyos dada la escasez de fósiles claramente transicionales. Alternativamente, los lemuriformes pueden haber descendido de una rama muy temprana de Cercamoniinae o Sivaladapidae asiáticos que migraron  al norte de África.
Hasta el descubrimiento de tres fósiles de lorisoides de hace 40 millones de años en los depósitos de El Fayum en Egipto, entre 1997 y 2005,(Karanisia, Saharagalago, y Wadilemur), los lemuriformes conocidos más antiguos procedían del Mioceno Inferior (hace unos 20 millones de años) de Kenia y Uganda. Estos hallazgos más recientes demuestran que los primates lemuriformes estaban presentes durante el Eoceno medio en Afro-Arabia y que la línea de los lemuriformes y todos los demás taxones de estrepsirrinos habían divergido anteriormente. El Djebelemur de Túnez es del Eoceno inferior a medio (hace 52 a 46 millones de años) y ha sido asignado a los Cercamoniinae, pero asimismo podría haber sido un lemuriforme terminal. Los Azibiidae de Argelia  son de aproximadamente las mismas fechas y pueden haber constituido un grupo hermano de los Djebelemuridae. Junto con el Plesiopithecus del Eoceno superior en Egipto, los tres son buenos candidatos a lemuriformes terminales de África.
Las estimaciones basadas en el reloj molecular indican que los lémures y los lorisoides divergieron en África durante el Paleoceno, hace unos 62 millones de años. Hace entre 47 y 54 millones de años los lémures llegaron a Madagascar en balsas y se dispersaron. Aislados, se diversificaron y ocuparon los nichos ecológicos frecuentemente ocupados en la actualidad por simios. En África, los loris y gálagos divergieron durante el Eoceno (hace unos 40 millones de años). A diferencia de lo que sucede en Madagascar con los lémures, estos han tenido que competir con monos, simios y otros mamíferos.

## Taxonomía
La taxonomía de los  estrepsirrinos es controvertida y tiene una historia complicada. Una terminología taxonómica confusa y unas comparaciones anatómicas demasiado simplificadas han dado lugar a  percepciones erróneas sobre la filogenia de los primates y los estrepsirrinos; un ejemplo de ello es la atención que se prestó en los medios de comunicación al fósil «Ida» en 2009.
El naturalista sueco Carlos Linneo fue el primero en agrupar a los primates estrepsirrinos en el género lémur cuando públicó, en 1758,  la décima edición de Systema Naturae. En aquella época solo se reconocían tres especies, de  las cuales una (el colugo) actualmente ya no se considera primate. En 1785 el naturalista neerlandés Pieter Boddaert dividió el género lémur en dos géneros:  Prosimia para los lémures, colugos y tarseros, por una parte, y  Tardigradus para los loris. 10 años después, E. Geoffroy y Georges Cuvier juntaron los tarseros y gálagos debido a las similitudes en la morfología de sus patas traseras, un punto de vista que apoyaba el zoólogo alemán Johann Karl Wilhelm Illiger, quien los había colocado en la familia Macrotarsi mientras que los lémures y tarseros habían ido a parar a la familia Prosimia (Prosimii) en 1811. Esta clasificación que situaba a tarseros y gálagos en la misma familia se mantuvo durante muchos años, hasta 1898, cuando el zoólogo neerlandés Ambrosius Hubrecht  demostró que la placenta se formaba de manera diferente en los dos grupos.
Actualmente los estrepsirrinos incluyen dos infraordenes; uno de ellos está extinto.

## Suborden
Suborden Strepsirrhini
- Infraorden Adapiformes * extinción
  - Familia Notharctidae extinción
  - Familia Sivaladapidae extinción
  - Familia Adapidae extinción
- Infraorden Lemuriformes
- Superfamilia Lemuroidea
  - Familia Cheirogaleidae
  - Familia Lemuridae
  - Familia Lepilemuridae
  - Familia Indriidae
  - Familia Daubentoniidae
- Superfamilia Lorisoidea
  - Familia Lorisidae
  - Familia Galagidae